# Lista de séries de televisão da TV Excelsior
A lista de séries e seriados da extinta TV Excelsior estão relacionados nesta lista, apresentando início, termino, capítulos e realizadores. 

## Séries e seriados da TV Excelsior

### Década de 1960
| # | Início          | Termino           | Título                       | Cap. | Temp. | Autoria               | Direção               | Ref.  |
| - | --------------- | ----------------- | ---------------------------- | ---- | ----- | --------------------- | --------------------- | ----- |
| 1 | Janeiro de 1964 | Fevereiro de 1964 | Eu e Você                    | -    | -     | Ciro Bassini          | Ciro Bassini          | [ 1 ] |
| 2 | 1966            | 1967              | As Aventuras de Eduardinho   | -    | -     | Vicente Sesso         | Vicente Sesso         | [ 2 ] |
| 3 | 1967            | 1967              | Os Galãs Atacam de Madrugada | -    | -     | Cassiano Gabus Mendes | Cassiano Gabus Mendes | [ 3 ] |
| 4 | Abril de 1968   | 1968              | Os Tigres                    | 001  | -     | Marcos Rey            | Carlos Zara           | [ 4 ] |